# 노동재사
노동재사(魯東齋舍)는 경상북도 안동시 풍천면 가곡리에 있다. 2009년 1월 21일 안동시의 문화유산 제25호로 지정되었다.